# Космајско-Варовничка битка
Космајско – Варовничка битка се водила од 6. до 10. децембра 1914. г. као део Колубарске битке и битно је допринела најблиставијој победи у Првом светском рату.
Све је почело наредбом Врховне команде да се напусти Београд и да се трупе одбране Београда повуку на Варовнице и ту организује одбрана десног крила и залеђа главних снага на западном фронту. Напуштање престонице навело је команданта Балканске војске Аустроугарске монархије, Оскара Поћорека да пробије овај фронт и нападне српске снаге с леђа. Зато је од држање војске на Варовницама зависио успех свих даљих операција. На Варовницама су непријатеља чекали слабо опремљени трећепозивци, од којих је већина имала преко 50 година. Међутим, благовремено су ископани ровови и утврђени артиљеријски положаји, па је надмоћнији непријатељ спремно дочекан. Непријатељ је у зору 8. децембра започео одлучујући, али како се показало узалудан напад. На Варовницама и шумама Космаја водиле су се крваве борбе, у којима су се истакли трећепозивци, а о жестини сукоба говори и назив једне варовничке падине – Касапско брдо.

## Историја битке
У првом светском рату, до тада највећи сукоб држава и народа, почео је нападом Аустроугарске монархије на Србију. Почетне победе српске војске на Церу и исцрпљујућој бици на Дрини утицали су на пораст угледа Србије међу савезницима, али и на припрему нове казнене офанзиве, Аустроугарске војске на Србију под командом генерала Оскара Поћорека. Одморне и освежене непријатељске снаге жестоко су надирали у Србију на целој линији фронта. Врховна команда наређивала је повлачење и предах за одсудну одбрану и противофанзиву. Трупама одбране Београда наређено је повлачење на линију Варовнице - Космај. Задатак је био заштита десног крила и позадине главних снага на западном фронту од опкољавања. Трупе су 1. децембра запоселе положаје на линији Варовнице - Космај.
Догађаји су се брзо одвијајали. Непријатељска 5. армија хитала је према Младеновцу са циљем да изврши удар у позадину српских армија. На тој линији фронта налазиле су се по квалитету и опремљености најслабије српске снаге састављене махом од трећепозиваца. Међутим, благовремено су припремљени ровови и уређени ватрени положаји па су пуковник Јован Ивковић, командант варовничког одсека, потпуковник Антоније Милошевић и Душан Туфегџић, заповедници космајског одсека спремно чекали надирање непријатеља.
Војвода Радомир Путник наредио је Тимочкој дивизији I позива да се што пре упути према Младеновцу. Тако је тежиште борби у оквиру Колубарске битке почело да се преноси према Варовницама и Космају. Српски ратници су се 7. и 8. децембра жестоко одупирали надмоћнијем непријатељу на брдима Варовница и шумама Космаја. Најжешће борбе водиле су се на Варовницама 8. децембра али непријатељ није успео да пробије одбрану. Добро укопани српски борци нанели су велике губитке непријатељским снагама те је тако на Варовницама један од потеза и добио име "касапско брдо".